# Joué-l’Abbé
Joué-l’Abbé – miejscowość i gmina we Francji, w regionie Kraj Loary, w departamencie Sarthe.
Według danych na rok 1990 gminę zamieszkiwały 822 osoby, a gęstość zaludnienia wynosiła 79 osób/km² (wśród 1504 gmin Kraju Loary Joué-l’Abbé plasuje się na 660. miejscu pod względem liczby ludności, natomiast pod względem powierzchni na miejscu 992.).